# Liste der Bodendenkmale in Biesenthal
Die Liste der Bodendenkmale in Biesenthal enthält alle Bodendenkmale der brandenburgischen Gemeinde Biesenthal und ihrer Ortsteile auf der Grundlage der Landesdenkmalliste vom 31. Dezember 2021.
Die Baudenkmale sind in der Liste der Baudenkmale in Biesenthal aufgeführt.
| Gemarkung                       | Flur      | Kurzansprache                                                                                    | Bodendenkmalnummer | Bemerkung | Bild |
| ------------------------------- | --------- | ------------------------------------------------------------------------------------------------ | ------------------ | --------- | ---- |
| Biesenthal (Lage)               | 8         | Siedlung Eisenzeit                                                                               | 40519              |           |      |
| Biesenthal (Lage)               | 10, 12    | Rast- und Werkplatz Mesolithikum, Siedlung Neolithikum, Siedlung Urgeschichte                    | 40520              |           |      |
| Biesenthal (Lage)               | 6         | Burg deutsches Mittelalter, Burg Neuzeit                                                         | 40521              |           |      |
| Biesenthal (Lage)               | 6         | Siedlung Urgeschichte                                                                            | 40522              |           |      |
| Biesenthal (Lage)               | 2         | Siedlung Neolithikum                                                                             | 40523              |           |      |
| Biesenthal (Lage)               | 6         | Burgwall slawisches Mittelalter, Siedlung slawisches Mittelalter, Siedlung deutsches Mittelalter | 40524              |           |      |
| Biesenthal (Lage)               | 13        | Rast- und Werkplatz Mesolithikum, Siedlung Neolithikum                                           | 40525              |           |      |
| Biesenthal (Lage)               | 12, 13    | Rast- und Werkplatz Mesolithikum                                                                 | 40526              |           |      |
| Biesenthal (Lage)               | 5         | Gräberfeld Bronzezeit, Gerichtsstätte deutsches Mittelalter                                      | 40527              |           |      |
| Biesenthal (Lage)               | 12, 13    | Siedlung Steinzeit                                                                               | 40528              |           |      |
| Biesenthal (Lage)               | 9         | Siedlung Bronzezeit                                                                              | 40529              |           |      |
| Biesenthal (Lage)               | 8         | Siedlung Urgeschichte, Siedlung Steinzeit                                                        | 40530              |           |      |
| Biesenthal (Lage)               | 8         | Siedlung Bronzezeit, Wüstung deutsches Mittelalter                                               | 40531              |           |      |
| Biesenthal (Lage)               | 3, 4      | Siedlung Neolithikum                                                                             | 40532              |           |      |
| Biesenthal (Lage)               | 12, 13    | Siedlung Steinzeit                                                                               | 40533              |           |      |
| Biesenthal (Lage)               | 2, 6      | Siedlung Steinzeit                                                                               | 40534              |           |      |
| Biesenthal (Lage)               | 4         | Rast- und Werkplatz Mesolithikum, Siedlung Neolithikum                                           | 40535              |           |      |
| Biesenthal (Lage)               | 3, 4      | Siedlung Neolithikum                                                                             | 40536              |           |      |
| Biesenthal (Lage)               | 16        | Siedlung Bronzezeit                                                                              | 40537              |           |      |
| Biesenthal (Lage)               | 3, 4      | Siedlung Neolithikum                                                                             | 40539              |           |      |
| Biesenthal (Lage)               | 10, 11, 6 | Altstadt deutsches Mittelalter, Altstadt Neuzeit                                                 | 40540              |           |      |
| Biesenthal (Lage)               | 8         | Siedlung Urgeschichte                                                                            | 40541              |           |      |
| Biesenthal (Lage)               | 12        | Gräberfeld Bronzezeit                                                                            | 40542              |           |      |
| Biesenthal (Lage)               | 1, 2      | Siedlung Steinzeit                                                                               | 40543              |           |      |
| Biesenthal (Lage)               | 1, 2, 3   | Rast- und Werkplatz Mesolithikum                                                                 | 40544              |           |      |
| Biesenthal (Lage)               | 6         | Weg Neuzeit, Siedlung Neolithikum                                                                | 40545              |           |      |
| Biesenthal (Lage)               | 4         | Siedlung Steinzeit                                                                               | 40546              |           |      |
| Biesenthal (Lage)               | 3, 4      | Siedlung Steinzeit                                                                               | 40547              |           |      |
| Biesenthal (Lage)               | 8         | Siedlung Urgeschichte                                                                            | 40548              |           |      |
| Biesenthal (Lage)               | 8         | Siedlung Urgeschichte                                                                            | 40549              |           |      |
| Biesenthal (Lage)               | 7, 9      | Siedlung Urgeschichte                                                                            | 40550              |           |      |
| Biesenthal (Lage)               | 12        | Gräberfeld Urgeschichte, Siedlung Urgeschichte                                                   | 40551              |           |      |
| Biesenthal (Lage)               | 6         | Siedlung Steinzeit, Einzelfund deutsches Mittelalter                                             | 40552              |           |      |
| Biesenthal (Lage)               | 12, 9     | Gräberfeld Bronzezeit, Siedlung Neolithikum                                                      | 40553              |           |      |
| Biesenthal (Lage)               | 7         | Siedlung Eisenzeit                                                                               | 40554              |           |      |
| Biesenthal (Lage)               | 6, 11, 12 | Mühle Neuzeit, Siedlung Mittelalter, Siedlung Neuzeit, Mühle deutsches Mittelalter               | 40758              |           |      |
| Biesenthal (Lage)               | 5, 6      | Mühle Mittelalter, Mühle Neuzeit                                                                 | 40759              | Wehrmühle |      |
| Biesenthal (Lage)               | 14        | Mühle deutsches Mittelalter, Mühle Neuzeit                                                       | 40780              | Hellmühle |      |
| Biesenthal (Lage)               | 5, 7      | Siedlung slawisches Mittelalter                                                                  | 40802              |           |      |
| Biesenthal (Lage)               | 9         | Gerichtsstätte deutsches Mittelalter                                                             | 40811              |           |      |
| Biesenthal, Marienwerder (Lage) | 16, 7     | Siedlung Steinzeit                                                                               | 40620              |           |      |
| Biesenthal, Ladeburg (Lage)     | 14, 1     | Gräberfeld Bronzezeit                                                                            | 40622              |           |      |
| Biesenthal, Rüdnitz (Lage)      | 13, 1     | Siedlung Eisenzeit, Siedlung Steinzeit                                                           | 40659              |           |      |
| Danewitz (Lage)                 | 1         | Siedlung Neolithikum, Siedlung Bronzezeit                                                        | 40576              |           |      |
| Danewitz (Lage)                 | 1, 2      | Dorfkern Neuzeit, Dorfkern deutsches Mittelalter                                                 | 40577              |           |      |
| Danewitz (Lage)                 | 2         | Siedlung Urgeschichte                                                                            | 40578              |           |      |